# Shitaye Eshete
Shitaye Eshete Habtegebrel (née le 21 mai 1990) est une athlète éthiopienne naturalisée bahreïnie, spécialiste des courses de fond.

## Palmarès
| Date | Compétition                  | Lieu           | Résultat | Épreuve  |
| ---- | ---------------------------- | -------------- | -------- | -------- |
| 2009 | Championnats panarabes       | Damas          | 2e       | 5 000 m  |
| 2010 | Jeux asiatiques              | Canton         | 3e       | 10 000 m |
| 2010 | Coupe continentale           | Split          | 6e       | 5 000 m  |
| 2011 | Championnats d'Asie          | Kobé           | 1re      | 10 000 m |
| 2011 | Jeux mondiaux militaires     | Rio de Janeiro | 1re      | 5 000 m  |
| 2011 | Championnats du monde        | Daegu          | 6e       | 10 000 m |
| 2011 | Jeux panarabes               | Doha           | 3e       | 5 000 m  |
| 2011 | Jeux panarabes               | Doha           | 2e       | 10 000 m |
| 2011 | Championnats panarabes       | Al-Aïn         | 1re      | 5 000 m  |
| 2011 | Championnats panarabes       | Al-Aïn         | 1re      | 10 000 m |
| 2012 | Championnats d'Asie en salle | Hangzhou       | 1re      | 3 000 m  |
| 2013 | Championnats panarabes       | Doha           | 3e       | 5 000 m  |
| 2013 | Championnats panarabes       | Doha           | 1re      | 10 000 m |
| 2013 | Championnats du monde        | Moscou         | 6e       | 10 000 m |
| 2015 | Championnats panarabes       | Madinat 'Isa   | 3e       | 5 000 m  |
| 2015 | Championnats panarabes       | Madinat 'Isa   | 2e       | 10 000 m |
| 2017 | Championnats du monde        | Londres        | 12e      | 10 000 m |
| 2019 | Championnats d'Asie          | Doha           | 1re      | 10 000 m |

## Records
| Épreuve      | Épreuve  | Performance    | Lieu    | Date        |
| ------------ | -------- | -------------- | ------- | ----------- |
| En plein air | 5 000 m  | 15 min 03 s 13 | Hengelo | 8 juin 2013 |
| En plein air | 10 000 m | 30 min 47 s 25 | Londres | 3 août 2013 |